# Oriphatnus triangulifer
Oriphatnus triangulifer là một loài tò vò trong họ Ichneumonidae.